# Sytri

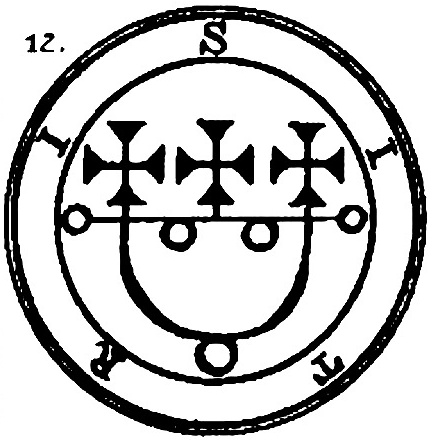
Pieczęć Sytri wg Goecji Crowleya i Mathersa.

Sytri – w tradycji okultystycznej, demon, prałat, a według Dictionnaire  Infernal książę piekła. Znany również pod imionami Sitri, Sytry i Bitru. Rozporządza 66, a według Dictionnaire  Infernal  70 legionami duchów. W Sztuce Goecji jest dwunastym, a w Pseudomonarchii Daemonum dwudziestym pierwszym duchem.

## Wdemonologii
By go przywołać i podporządkować potrzebna jest jego pieczęć, która według Sztuki Goecji powinna być zrobiona z cyny.
Potrafi rozpalać namiętność kobiet do mężczyzn i mężczyzn do kobiet. Potrafi nakłaniać do rozebrania się. Odkrywa sekrety kobiet i zarazem chętnie je obraża.
Ukazywany jest jako człowiek z głową geparda i ze skrzydłami gryfa. Na rozkaz przyzywającego może przemienić się w pięknego człowieka.